# تنغ باغ (أيسين)
تنغ باغ (بالفارسية: تنگ باغ) هي قرية تقع في إيران في قسم أيسين الريفي. يقدر عدد سكانها بـ 60 نسمة بحسب إحصاء 2016.